# Slät havstulpan
Slät havstulpan (Amphibalanus improvisus) är en kräftdjursart som beskrevs av Darwin 1854. Artens latinska namn listas i vissa databaser endast till Balanus improvisus. Slät havstulpan ingår i släktet Amphibalanus, och familjen havstulpaner. Arten är reproducerande i Sverige. Inga underarter finns listade.

## Bildgalleri

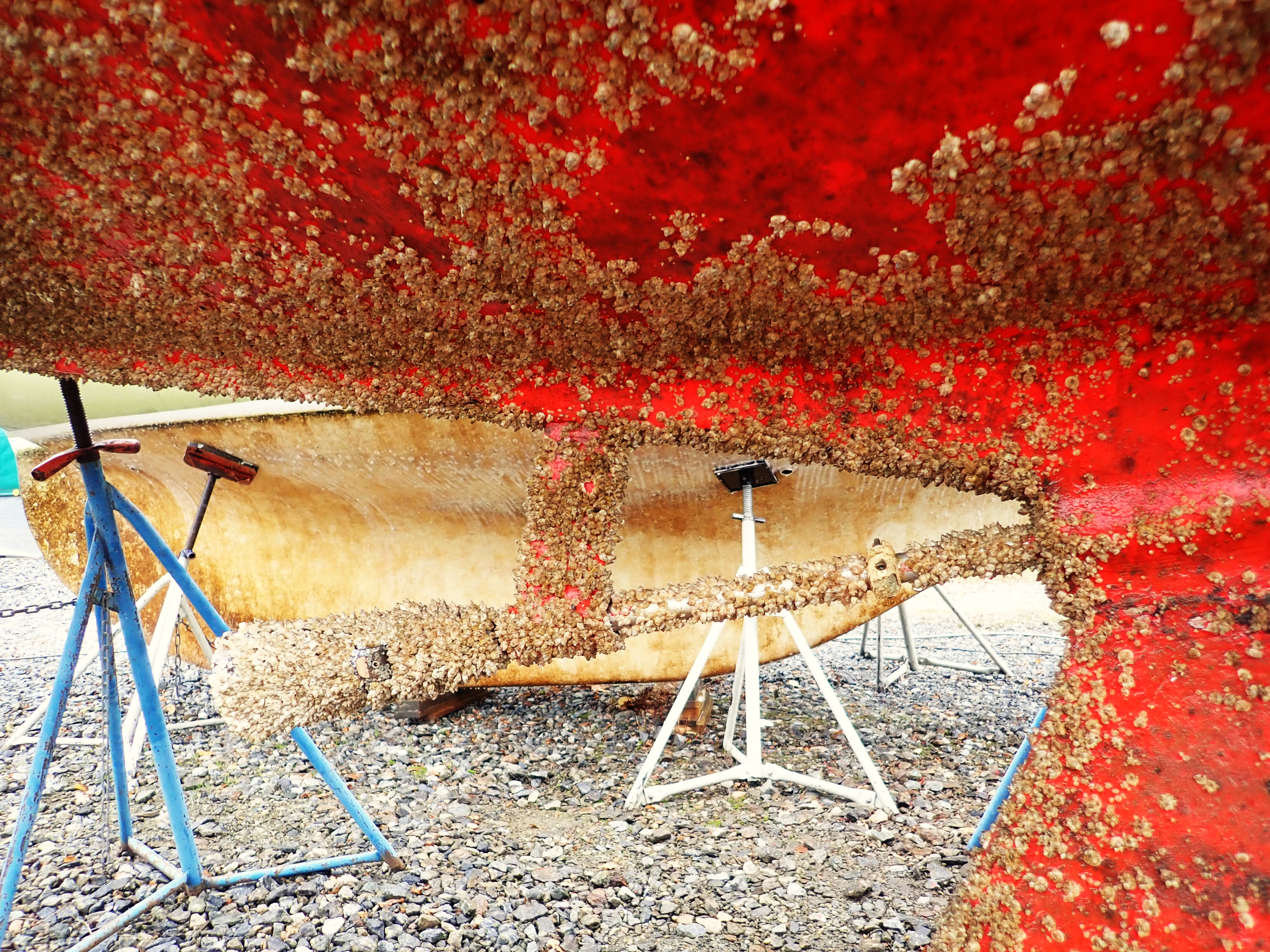
Havstulpaner på båtbotten.
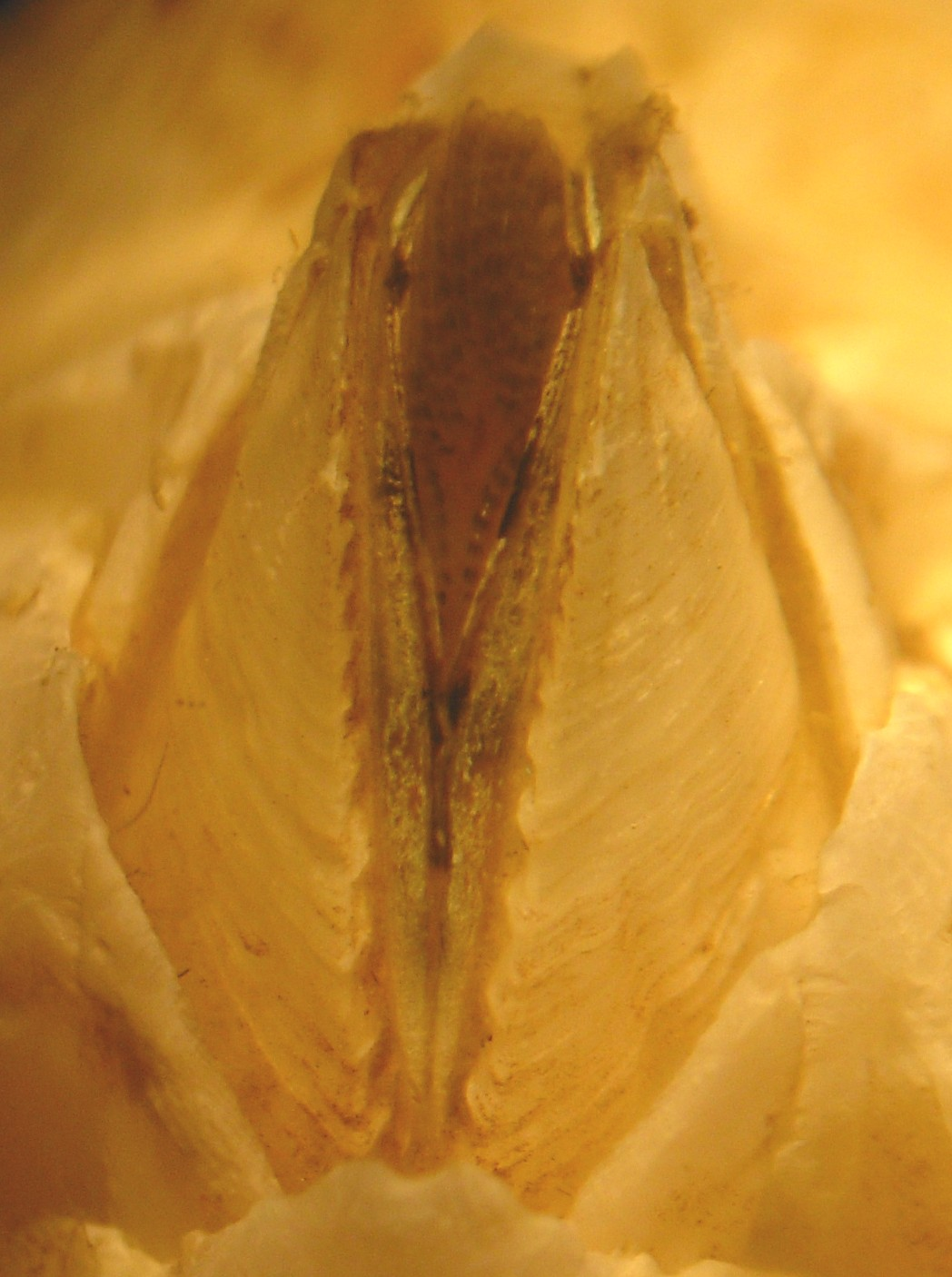
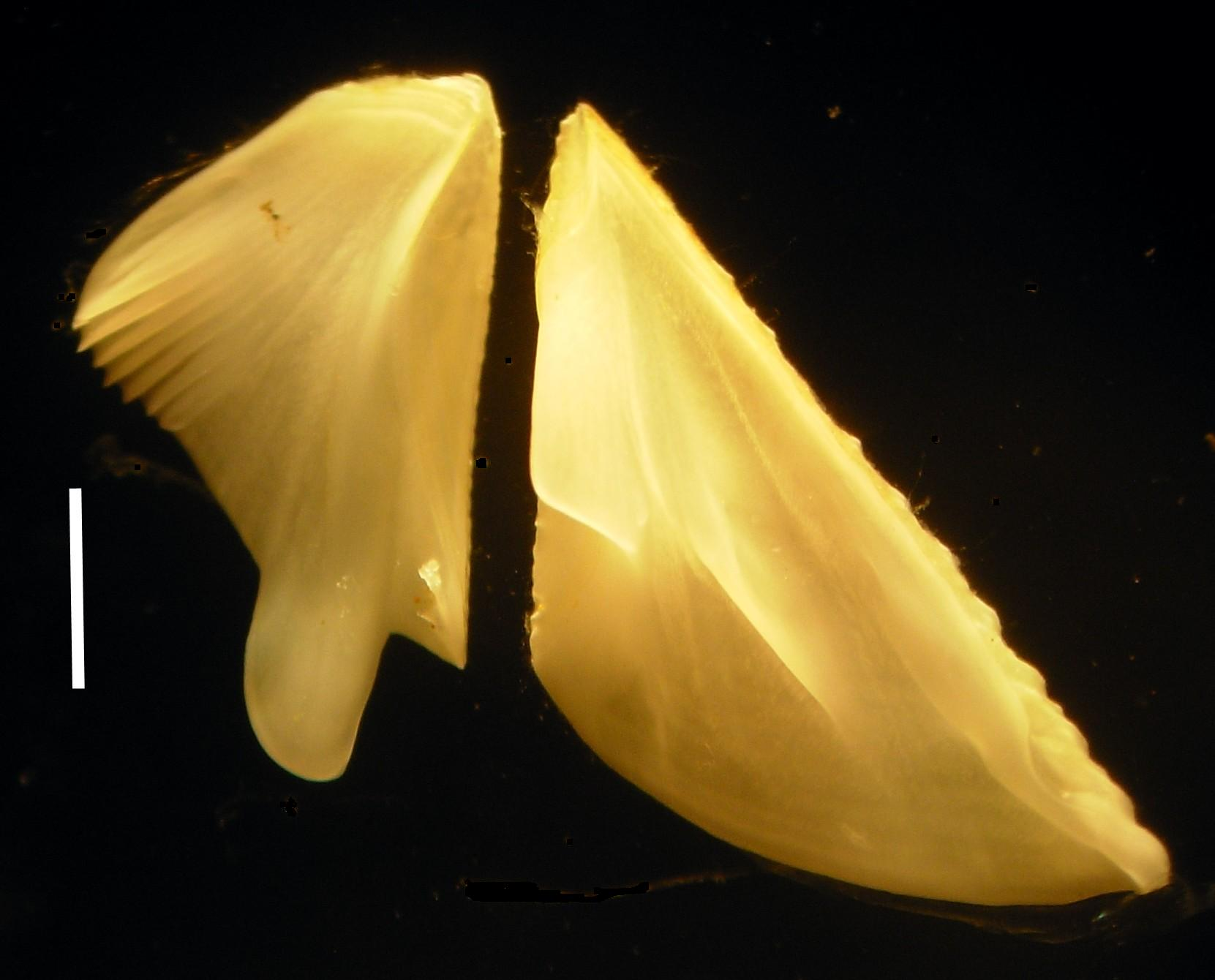
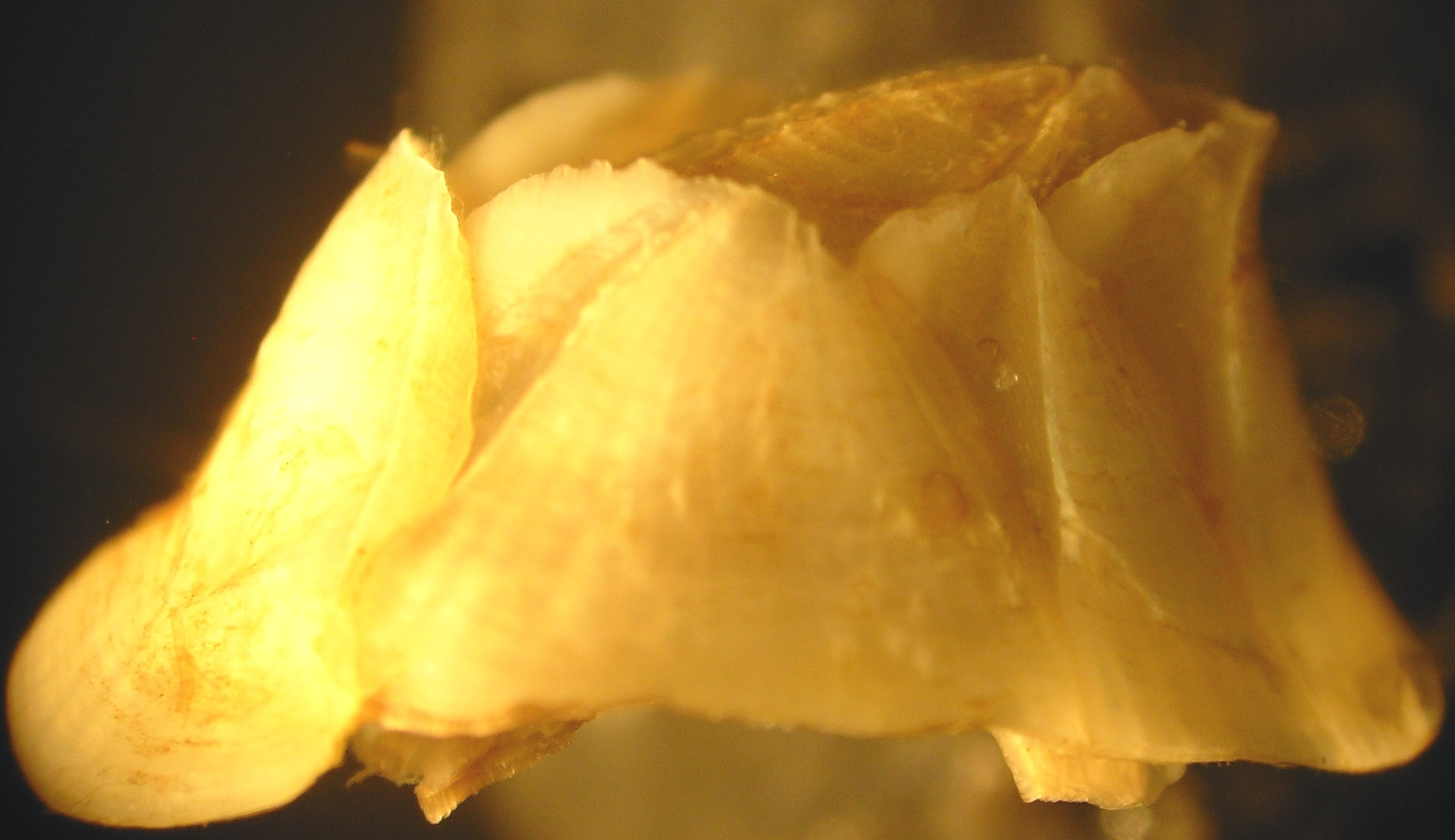
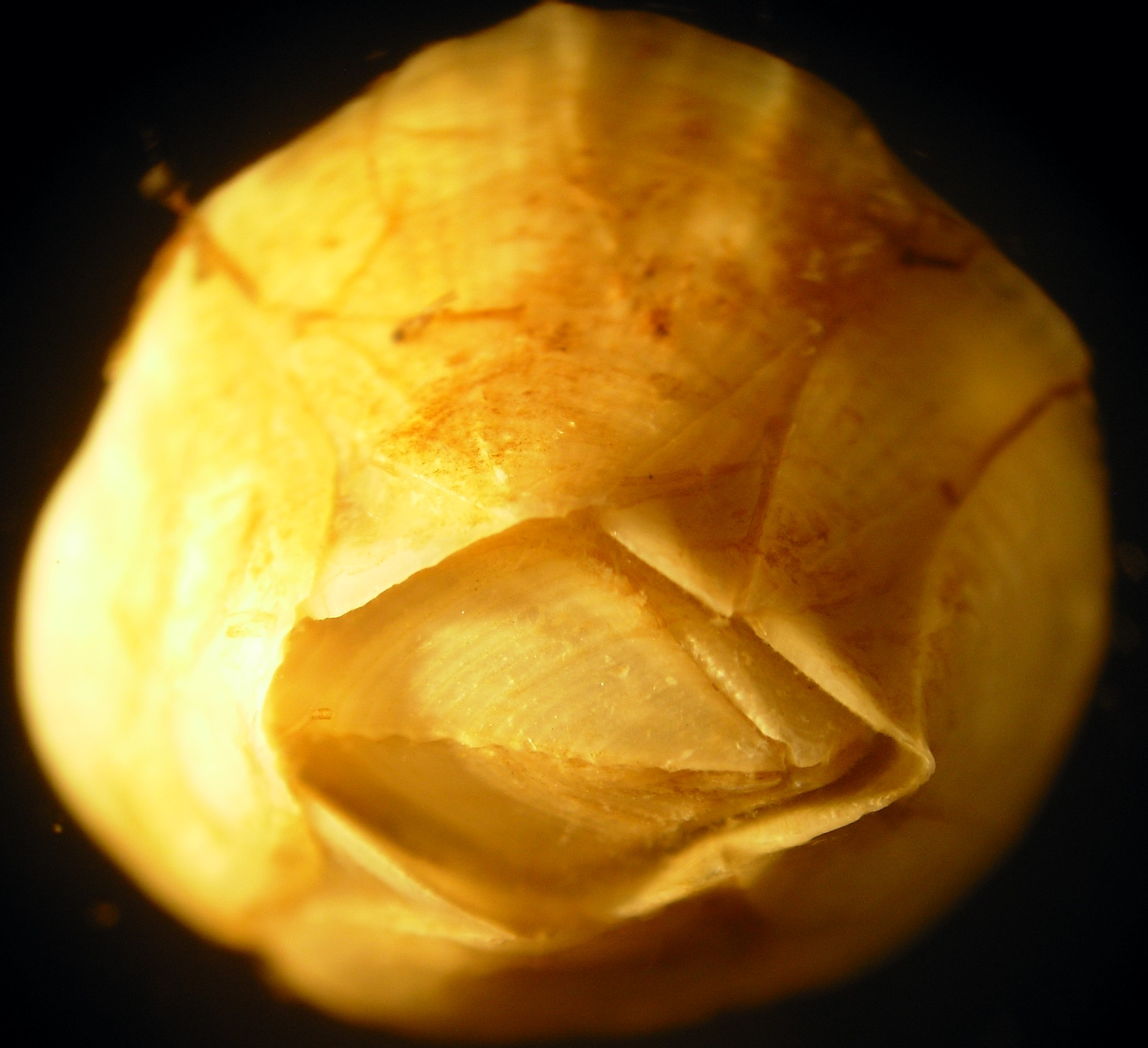